# Alven
Alven Capital Partners SA est une société de capital risque d'origine française fondée en 2000 par Guillaume Aubin et Charles Letourneur.
La société de gestion a levé successivement cinq fonds, qui ont investi dans plus d'une centaine de start-up, essentiellement en France et aux Etats-Unis. Le fonds investit en moyenne dans 10 à 15 nouveaux dossiers par an[réf. souhaitée].
Parmi ses investissements, Se Loger (introduit en bourse), Platform.sh, Algolia, OpenClassrooms, Dataiku, Stripe, Drivy, Captain Train (revendu à Trainline), PeopleDoc (revendu à Ultimate Software), Frichti, Sezane, Marco Vasco, Qonto, Pretto, Tinyclues, Happn, Wit.ai (revendu à Facebook), Bime (revendu à Zendesk), Yubo et Smallable.
En septembre 2017, Alven était cité par La Tribune comme un des 3 fonds français les plus actifs. Au même moment, CB Insights a cité Alven comme le fonds de Capital Risque le plus actif en France.
Alven V, le cinquième fonds levé par la société de gestion, a été annoncé en janvier 2017 et atteint 250 M€. C'est une des plus importantes levées du secteur et deux fois plus que le fonds précédent qui avait levé 120 M€ en 2013.
La société, dont le siège est situé à Paris au cœur du Sentier, compte une quinzaine de personnes.